# Kenneth Jonassen
Kenneth Jonassen (* 3. Juli 1974 in Herning) ist ein Badmintonspieler aus Dänemark, der in der Saison 2010/2011 für EBT Berlin in Deutschland spielte. In der Spielzeit 2014/2015 steht er beim Bundesligisten TSV Trittau unter Vertrag.

## Sportliche Karriere
1996 gewann er die French Open. Bei den Olympischen Spielen 2004 schied Kenneth Jonassen im 1/16-Finale gegen den Chinesen Chen Hong aus. Kenneth spielte sich bis in das Finale der Aviva Open Singapore 2006 vor, wo er von seinem Dänischen Teamkollegen Peter Gade mit 21:14 und 21:10 bezwungen wurde. Er war der Smash-Rekordhalter mit 298 km/h, bis Fu Haifeng den Rekord im Jahr 2005 im Sudirman Cup auf 332 km/h erhöhte. 2008 wurde er in seiner Geburtsstadt Herning in Dänemark Europameister im Herreneinzel.